# Sint-Petrus' Bandenkerk (Venray)

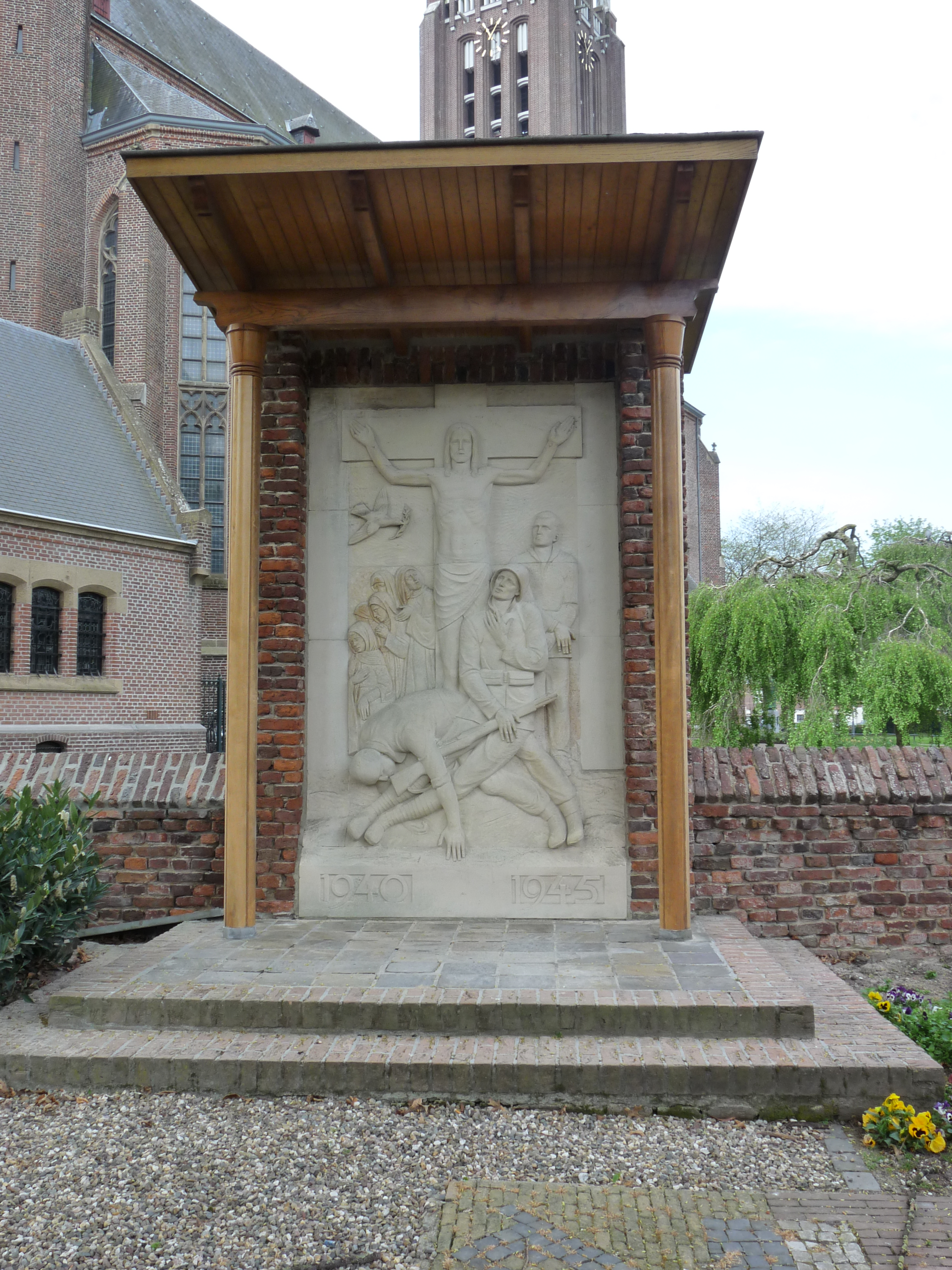
Voorzijde oorlogsmonument bij de kerk

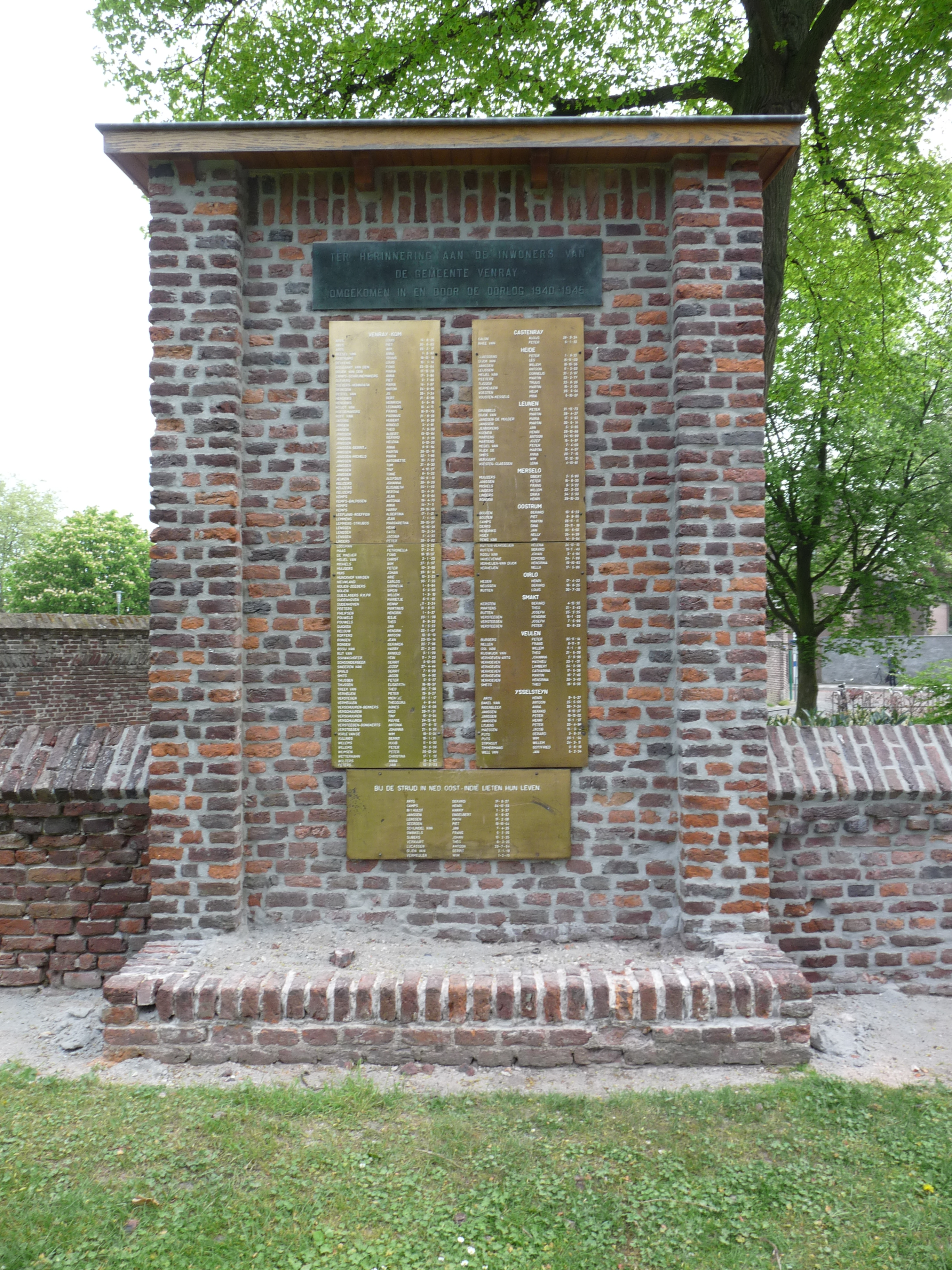
Voorzijde oorlogsmonument bij de kerk

De Sint Petrus' Bandenkerk (ook wel Grote Kerk genaamd), staat in het centrum van Venray. De huidige kerk is na de oorlog in 1947 hersteld. De kerk is genoemd naar Sint-Petrus' Banden, het feest van de bevrijding van Petrus.

## Beschrijving
De Sint Petrus' Bandenkerk is een laatgotische driebeukige pseudobasiliek; een basiliek zonder vensters in de hoofdbeuk. De door Jules Kayser ontworpen 79,8 m hoge toren uit 1962 heeft twee geledingen en een ingesnoerde naaldspits.
Bij helder weer zijn vanuit de klokkentoren de gebouwen De Admirant en Porthos in Eindhoven zichtbaar.

## Geschiedenis
De eerste kerk op deze plaats was een 10e-eeuws zaalkerkje. Later stond hier een eenbeukige kerk met de afmetingen van het huidige middenschip, ongeveer 50 m lang en 10 m breed. In 1224 stond er een driebeukige romaanse kerk. De resten van deze kerken werden ontdekt na de verwoesting van de kerk in de Tweede Wereldoorlog. Tegen de Romaanse kerk werd vanaf 1401 de westtoren gebouwd. Met de bouw van het huidige laatgotische kerkgebouw werd in 1450 begonnen. Deze kerk met hoge kruisribgewelven kreeg vanwege haar afmetingen de bijnaam 'kathedraal van de Peel'. Het laat-gotische zuidportaal stamt uit 1521.
De kerk werd gerestaureerd in 1837 en van 1867 tot 1874 opnieuw door Pierre Cuypers. In 1944 werd de toren door de Duitsers opgeblazen, waarbij ook het dak en gewelf van de kerk instortten en leed het gebouw grote oorlogsschade. Deze werd hersteld in de jaren 1947-'48. De toren werd, licht gewijzigd, pas in 1961-'62 door Jules Kayser herbouwd. In 1987 is de kerk nogmaals gerestaureerd.

## Huidige kerk
De wederopbouw van de kerk werd verricht door aannemer P. Volleberg en Zn. in 1947-1948 onder leiding van architect J. Kaiser. De toren werd gebouwd door aannemer Bouwmij Janssen pas in 1961-1962. De laatste restauratiewerkzaamheden aan de kerk vonden plaats in 1987.